# Stará porodnice u Apolináře
Stará porodnice u Apolináře je bývalá porodnice v Praze 2 na Novém Městě v Apolinářské ulici. Nacházela se v Kanovnickém domě u kostela svatého Apolináře nedaleko od později postavené Zemské porodnice. Kanovnický dům je kulturní památkou České republiky a v současnosti v něm sídlí Klinika adiktologie Všeobecné fakultní nemocnice v Praze.

## Historie
Původní kanovnický (kapitulní) dům byl postaven na konci 14. století. Poté co byla starobylá kapitula přeložena roku 1362 ze Sadské, usídlila se zde. V roce 1746-50 ho nahradila pozdně barokní stavba.
V roce 1789 zde zřídil císař Josef II. první porodnici v Praze. Sloužila především chudým svobodným ženám, které chtěly utajit porod. Stalo se tak v rámci reforem veřejného zdravotnictví a nadační budovu pro duchovní č.p. 447 při kostele sv. Apolináře určila guberniální vyhláška z 30. července 1789 jako porodnici pro ženy „v obtížné sociální a materiální situaci”. Děti a těhotné ženy umístěné do té doby ve Vlašském špitálu na Malé Straně byly 17. srpna 1789 převezeny k Apolináři a Vlašský špitál následně zrušen.
Úpravu kanovnického domu na porodnici v klasicistním stylu provedenou v letech 1790 až 1791 projektoval Franz Anton Leonard Herget.
V roce 1824 se stal ředitelem kliniky profesor porodnictví Antonín Jan Jungmann (1775–1854), který zavedl mimo jiné psaní porodopisů a tajné oddělení pro utajené porody. Před odchodem do důchodu rozdělil kliniku na část pro lékaře a část pro porodní báby.
Od roku 1875 byla v budově umístěna část ústavu choromyslných a bydlel zde docent psychiatrie a neurologie MUDr. Antonín Heveroch.

## Popis památky
Jedná se o hodnotný klasicistní dům. Dvoupatrová budova má půdorys ve tvaru písmene L. K objektu náležejí dva menší domy, přízemní a patrový. V interiéru se dochovalo velké množství klenutých prostor. K objektu patří rozsáhlá zahrada. Od 3. května 1958 je kanovnický dům kulturní památkou ČR.

## Další informace
Na domě je nápis:
```
„Securitati partuum ab augustis imperatoribus Josepho II., Leopoldo II. dicatam augeri iussit Franciscus I.“
```